# Vore egne veje
|  | Denne artikel er oprettet af botten Steenthbot ud fra en ekstern database. Den kan derfor have sproglige fejl eller mangler. Denne skabelon kan fjernes efter kontrol af indholdet. |

Vore egne veje er en dansk dokumentarfilm fra 1966 instrueret af Jørgen Bagger.